# جیمز راین کیلیان
جیمز راین کیلیان (انگلیسی: James Rhyne Killian; ۲۴ ژوئیه ۱۹۰۴ – ۲۴ ژوئیه ۱۹۸۸) سیاست‌مدار اهل ایالات متحده آمریکا و دهمین رئیس مؤسسه فناوری ماساچوست از سال ۱۹۴۸ تا ۱۹۵۹ بود.

## زندگی‌نامه
کیلیان در ۲۴ ژوئیه ۱۹۰۴ در بلکسبورگ، کارولینای جنوبی متولد شد. پدرش نساج بود و او در دانشگاه دوک به تحصیل پرداخت. سپس برای دو سال به موسسه فناوری ماساچوست به ادامه تحصیل پرداخت و مدرک لیسانس خود را در سال ۱۹۲۶ در رشته مدیریت و مهندسی اخذ کرد.

## فعالیت‌ها
در سال ۱۹۳۲ ویرایشگر مجله دانشگاه ام‌آی‌تی به نام تکنولوژی رویو شد. سپس مدیریت انتشارات این دانشگاه را عهده‌دار گردید.
او در سال ۱۹۳۹، مدیر اجرایی کارل تیلور کوم‌تون، رئیس دانشگاه ام‌آی تی شد و در فعالیت‌های MIT همکاری نمود، فعالیتهایی که در خدمت تحقیقات و توسعه نظامی بود. او از سال ۱۹۴۸ تا ۱۹۵۹، به عنوان دهمین رئیس این دانشگاه منصوب شد.
وی همچنین برندهٔ جوایزی همچون جایزه پیبادی شده است.

## مرگ
کیلیان در ۲۹ ژانویه، ۱۹۸۸ در شهر کمبریج ماساچوست درگذشت.